# Chauliooestrus denudata
Chauliooestrus denudata är en tvåvingeart som först beskrevs av Villeneuve 1920.  Chauliooestrus denudata ingår i släktet Chauliooestrus och familjen köttflugor. Inga underarter finns listade i Catalogue of Life.